# Plodovitovo
Plodovitovo (Bulgaars: Плодовитово) is een dorp in de Bulgarije. Het dorp ligt in de gemeente Bratja Daskalovi, oblast Stara Zagora. Het dorp ligt ongeveer 44 km ten zuidwesten van Stara Zagora en 165 km ten zuidoosten van Sofia.

## Bevolking
Op 31 december 2020 telde het dorp Plodovitovo 531 inwoners. Het aantal inwoners vertoont al tientallen jaren een dalende trend: in 1956 woonden er nog 1.512 mensen in het dorp.
| Bevolkingsontwikkeling tussen 1934 en 2020          |
| --------------------------------------------------- |
|                                                     |
| Bron: Nationaal Statistisch Instituut van Bulgarije |

In het dorp wonen nagenoeg uitsluitend etnische Bulgaren. In de optionele volkstelling van 2011 identificeerden 637 van de 652 respondenten zichzelf als etnische Bulgaren, oftewel 97,7% van de bevolking. De rest van de bevolking bestond vooral uit etnische Roma (9 personen, oftewel 1,4%).
| Etnische samenstelling van de respondenten (2011) | Etnische samenstelling van de respondenten (2011) | Etnische samenstelling van de respondenten (2011) | Etnische samenstelling van de respondenten (2011) | Etnische samenstelling van de respondenten (2011) |
| ------------------------------------------------- | ------------------------------------------------- | ------------------------------------------------- | ------------------------------------------------- | ------------------------------------------------- |
|                                                   |                                                   |                                                   |                                                   |                                                   |
| Bulgaren                                          | Bulgaren                                          |                                                   | 97,7%                                             | 97,7%                                             |
| Turken                                            | Turken                                            |                                                   | 0,0%                                              | 0,0%                                              |
| Roma                                              | Roma                                              |                                                   | 1,4%                                              | 1,4%                                              |
| Anders/Onbekend                                   | Anders/Onbekend                                   |                                                   | 0,9%                                              | 0,9%                                              |